# Вја дел Перо (Торино)
Вја дел Перо је насеље у Италији у округу Торино, региону Пијемонт.
Према процени из 2011. у насељу је живело 14 становника. Насеље се налази на надморској висини од 239 м.